# 오자토촌 (시즈오카현)
오자토촌(大里村)은 시즈오카현의 중부 우도군・아베군에 속했던 촌이다. 현재의 시즈오카시 스루가구에 해당한다.

## 역사
- 1889년 4월 1일 - 정촌제 시행에 의해 1정, 15개촌이 합병해 우도군 오자토촌이 성립하였다.
- 1896년 4월 1일 - 군제 시행에 의해 아베군 오자토촌이 되었다.
- 1929년 3월 1일 - 시즈오카시에 편입해, 동일 오자토촌은 폐지되었다.
- 2005년 4월 1일 - 시즈오카시가 정령지정도시로 승격해, 구촌은 스루가구(일부는 아오이구)가 되었다.

## 참고문헌
- 大日本篤農家名鑑編纂所編『大日本篤農家名鑑』大日本篤農家名鑑編纂所、1910年。
- 東洋皮革新誌社編『大日本皮革及皮革製品業大鑑』東洋皮革新誌社、1911年。
- 農商務省編『会社通覧 大正8年12月31日現在』国産時報社、1921年。
- 『가도카와 일본 지명 대사전 22 静岡県』。